# Wafaa Sulaiman
Wafaa Sulaiman (ur. 20 czerwca 1952 r. w Amszit) - żona byłego prezydenta Libanu Michela Sulaimana (od 1973 roku), z którym ma dwie córki: Ritę i Larę oraz syna Charbela. Z zawodu jest nauczycielką, posiada także licencjat z filozofii uzyskany w 1973 r. na Uniwersytecie Libańskim. W latach 1989–1998 pracowała w Ministerstwie Oświaty.